# طور تالي

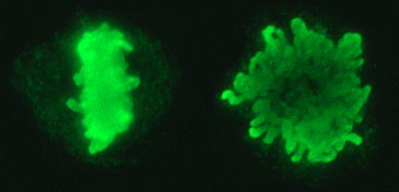
الكروموسومات مصطفة على لويحة الطور التالي. هاتان صورتان للطور التالي إحداهما ناتجة عن تدوير الصورة 60 درجة.

الطور التالي أو الطور الاستوائي أو الطور الوسيط (بالإنجليزية: metaphase)‏ هو المرحلة الثالثة من مراحل الانقسام الخيطي في دورة حياة الخلايا حقيقيات النوى، ويكون فيها الصبغي متكثفاً ويمكن رؤيته تحت المجهر الضوئي.
تأتي هذه المرحلة بعد مرحلة طليعة الطور التالي ويأتي بعدها مرحلة طور الصعود.